# Lölling Schattseite

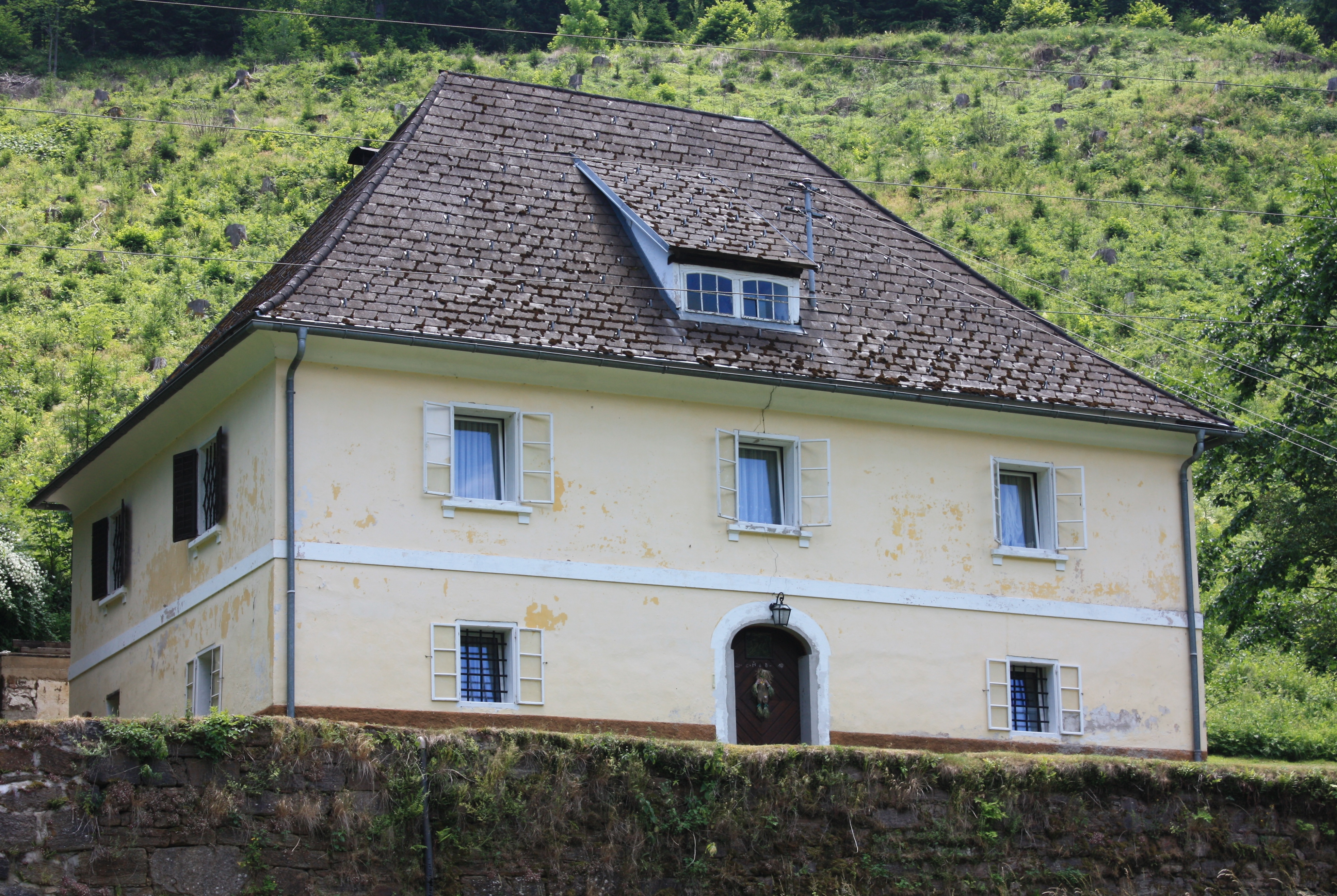
Kohlschreiberhaus

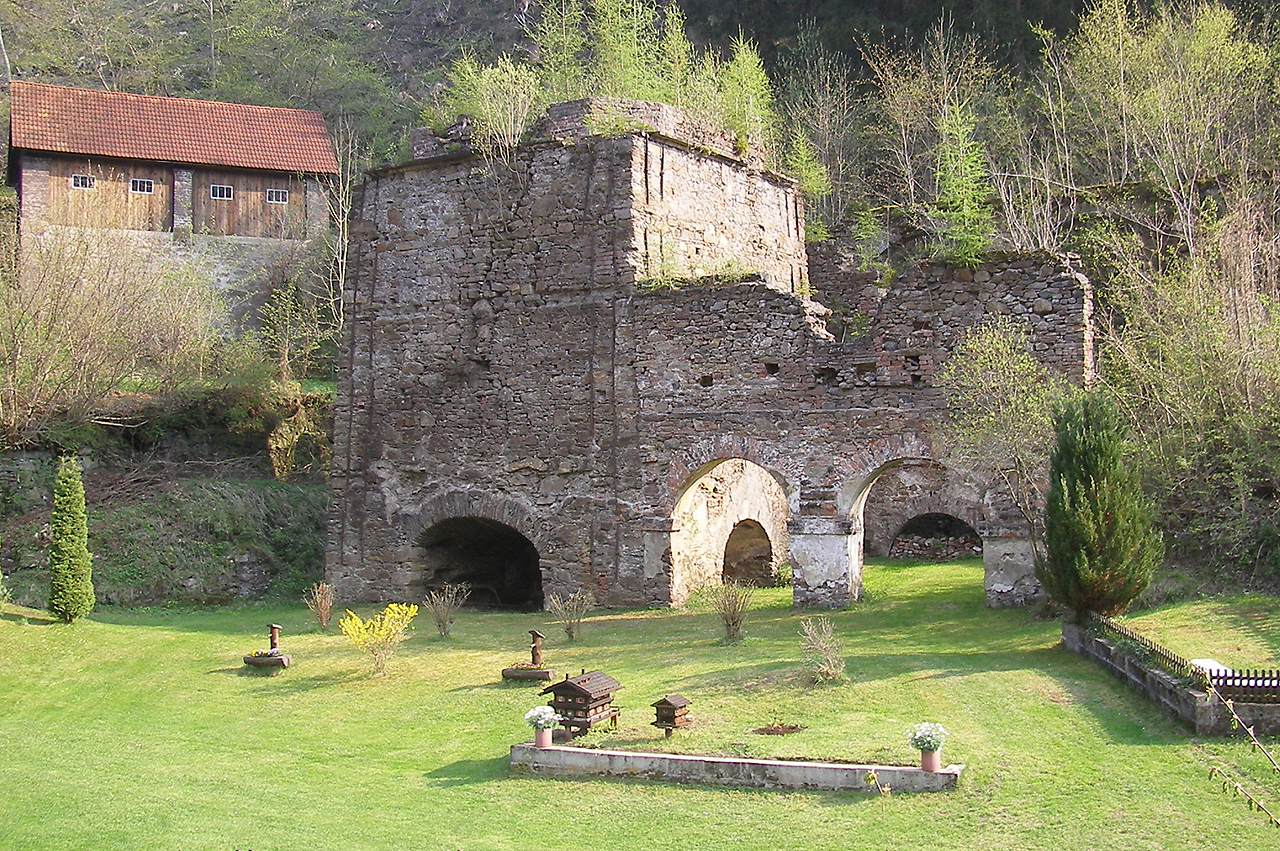
Ruine des Johanna-Hochofens

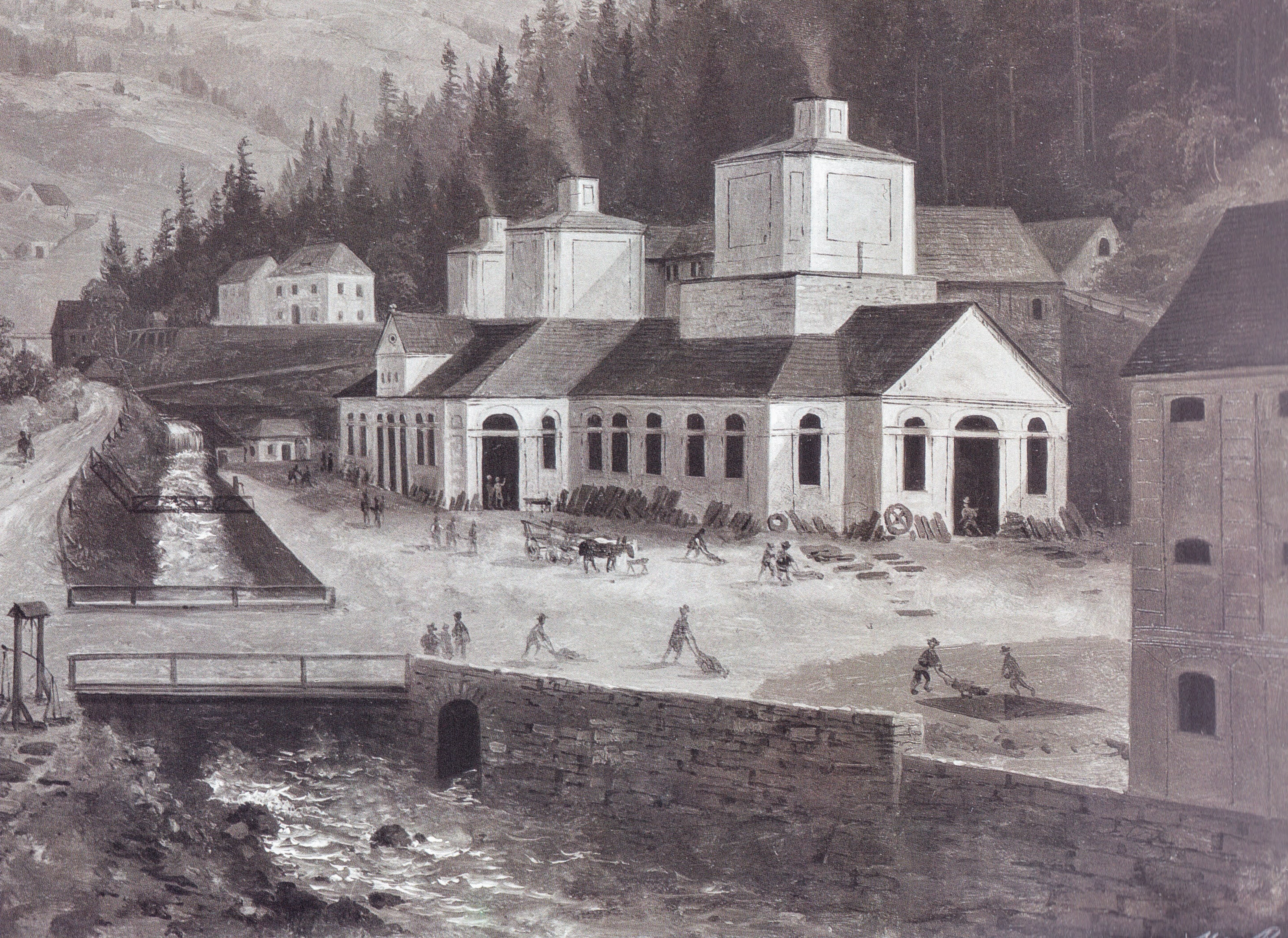
Markus Pernhart: Lölling Schattseite Mitte des 19. Jahrhunderts

Lölling Schattseite ist eine Ortschaft in der Gemeinde Hüttenberg im Bezirk Sankt Veit an der Glan in Kärnten. Die Ortschaft hat 10 Einwohner (Stand 1. Jänner 2024).

## Lage
Die Ortschaft liegt im Osten des Bezirks Sankt Veit am Glan, im Süden der Gemeinde Hüttenberg, am Nordrand der Katastralgemeinde Hinterberg. Sie umfasst die linksseitig am Löllinger Bach gelegenen Häuser.

## Geschichte
Der seit alters vom Eisenbergbau geprägte Ort gehörte in der ersten Hälfte des 19. Jahrhunderts zum Steuerbezirk Althofen. Bei Bildung der Ortsgemeinden im Zuge der Reformen nach der Revolution 1848/49 kam Lölling Schattseite an die Gemeinde Lölling. Im Zuge der Gemeindestrukturreform 1973 wurde die Gemeinde Lölling aufgelöst; Lölling Schattseite gehört seither zur Gemeinde Hüttenberg.
Von den im Löllinger Graben befindlichen montanistischen Denkmälern gehören zur Ortschaft Lölling Schattseite:
- Kohlschreiberhaus (Lölling Schattseite Nr. 3) aus dem 19. Jahrhundert; der Kohlschreiber hatte die angelieferte Holzkohle zu zählen.
- Der 1822 errichtete Johanna-Hochofen, 1899 stillgelegt.
- Reste des 1838 errichteten Eugen-Hochofens, der 1939 weitgehend abgetragen wurde.
- Vom Kohlbarren und vom Erzbunker sind Mauerreste erhalten.

Der Niedergang des Bergbaus und der Montanindustrie führte zu einem dramatischen Bevölkerungsrückgang; seit Beginn des 20. Jahrhunderts ging die Bevölkerung von Lölling Schattseite um mehr als 90 % zurück.

## Bevölkerungsentwicklung
Für die Ortschaft ermittelte man folgende Einwohnerzahlen:
- 1869: 10 Häuser, 65 Einwohner[2]
- 1880: 8 Häuser, 83 Einwohner[3]
- 1890: 9 Häuser, 105 Einwohner[4]
- 1900: 12 Häuser, 130 Einwohner[5]
- 1910: 10 Häuser, 92 Einwohner[6]
- 1923: 7 Häuser, 69 Einwohner[7]
- 1934: 84 Einwohner[8]
- 1961: 8 Häuser, 70 Einwohner[9]
- 2001: 7 Gebäude (davon 5 mit Hauptwohnsitz) mit 7 Wohnungen; 16 Einwohner und 1 Nebenwohnsitzfall; 5 Haushalte; 0 land- und forstwirtschaftliche Betriebe[10]
- 2011: 6 Gebäude, 8 Einwohner, 2 Haushalte, 1 Arbeitsstätte[11]
- 2021: 6 Gebäude, 11 Einwohner, 2 Haushalte, 0 Arbeitsstätten[12]